# کالج کینگ، کمبریج
کالج کینگ، کمبریج (انگلیسی: King's College, Cambridge) کالج دانشگاه کمبریج در کمبریج انگلستان است.
این کالج در کنار رود کم و در مرکز شهر واقع شده‌است.